# Ancashtapaculo
Der Ancashtapaculo (Scytalopus affinis) ist ein kleiner Sperlingsvogel aus der Familie der Bürzelstelzer (Rhinocryptidae) und der Gattung Scytalopus.
Früher wurde die Art als Unterart (Ssp.) des Andentapaculo (Scytalopus magellanicus) angesehen und als Scytalopus magellanicus affinis bezeichnet, unterscheidet sich aber durch die Lautgebung.
Die Art ist in Peru endemisch.
Das Verbreitungsgebiet umfasst tropischen oder subtropischen Bergwald, montanes Gras- und Buschland sowie felsige Lebensräume zwischen 3000 und 4600 m Höhe entlang der Wald- und Baumgrenze auf der Westseite der Anden in der Cordillera Blanca in der Region Ancash. Der Vogel ist dort der einzige Vertreter seiner Gattung.
Das Artepitheton kommt von lateinisch affinis ‚verwandt, ähnlich‘.

## Merkmale
Der Vogel ist 10 bis 12 cm groß, das Männchen wiegt zwischen 13 und 15, das Weibchen etwa 14 g. Dieser ziemlich kleine Tapaculo ist einfarbig, hauptsächlich hellgrau mit hellbraunen Flanken. Die Iris ist dunkelbraun, der Schnabel schwärzlich, an der Basis fleischfarben. Die Füße sind gelb bis ockerfarben, hinten dunkler. Der Schwanz ist kurz und wird gern gestelzt. Das Männchen ist an Kopf und Rücken vorne grau, hinten dunkelbraun ebenso wie die Flügel und der Schwanz, die eng grau gebändert sind. Die Unterseite ist blassgrau, die Flanken sind blass gelbbraun mit einzelner grauer Bänderung. Das Weibchen ist auf der Oberseite deutlicher braun, Jungvögel sind bräunlich auf der Oberseite und grau gebändert mit weißlichen Spitzen der inneren Steuerfedern. Die Unterseite ist blassgrau, an den Flanken olivbraun und grau gebändert.
Der Vogel ist dem Punatapaculo (Scytalopus simonsi) und dem Einfarbtapaculo (Scytalopus unicolor) sehr ähnlich, die Verbreitungsgebiete überlappen sich aber nicht.
Die Art ist monotypisch.

## Stimme
Der Gesang wird als abfallender, über 30 s wiederholter „churr“-Laut mit 2 bis 3 Tönen/Sekunde beschrieben.

## Lebensweise
Die Nahrung besteht wohl aus Insekten, aus kleinen Wirbellosen, die auf oder in Erdbodennähe in Grasbüscheln, unter Felsen, Büschen und niedrigen Polylepis-Bäumen gesucht werden.
Die Brutzeit liegt wohl im Februar.

## Gefährdungssituation
Der Bestand gilt als nicht gefährdet (Least Concern).